# Mildstedt
Mildstedt település Németországban, Schleswig-Holstein tartományban. Lakosainak száma 3925 fő (2023. december 31.). Mildstedt Husum és Schwesing községekkel határos.

## Népesség
A település népességének változása:
| Lakosok száma | 2050 | 3801 | 3863 | 3975 | 3950 | 3925 |
|               | 1975 | 2017 | 2019 | 2021 | 2022 | 2023 |